# Provincia Tarma

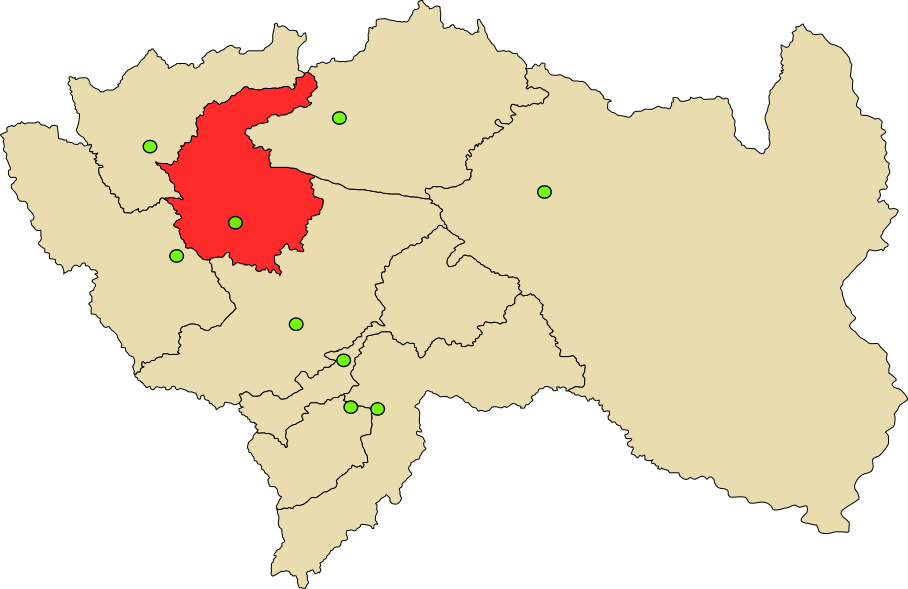
Harta regiunii

Provincia Tarma este una din cele 9 provincii care compun regiunea Junín din Peru. Ea se învecinează 
- la nord cu Provincia de Junín,
- la est cu Provincia de Chanchamayo,
- la sud cu Provincia de Jauja,
- la sud-est Provincia de Yauli.

## Diviziuni administrative
Provincia Tarma are o suprafață de 2.749,16 kilometri pătrați, ceea ce reprezintă 6,2% din teritoriul regional, și este divizată în 9 districții:
- Tarma (capitala provinciei).
- Acobamba
- Huaricolca
- Huasahuasi
- La Unión (Junín)
- Palca
- Palcamayo
- San Pedro de Cajas
- Tapo

## Populația
Populația provinciei era estimată de INEI la 127.877 locuitori în 2002.